# Cupania castaneifolia
Cupania castaneifolia är en kinesträdsväxtart som beskrevs av Carl Friedrich Philipp von Martius. Cupania castaneifolia ingår i släktet Cupania och familjen kinesträdsväxter. Inga underarter finns listade i Catalogue of Life.